# Shilüüstey
Shilüüstey (mongoliska: Шилүүстэй Сум, Шилүүстэй, Shilüüstey Sum) är ett distrikt i Mongoliet.   Det ligger i provinsen Dzavchan, i den västra delen av landet, 700 km väster om huvudstaden Ulaanbaatar.